# Warmwasserzirkulation

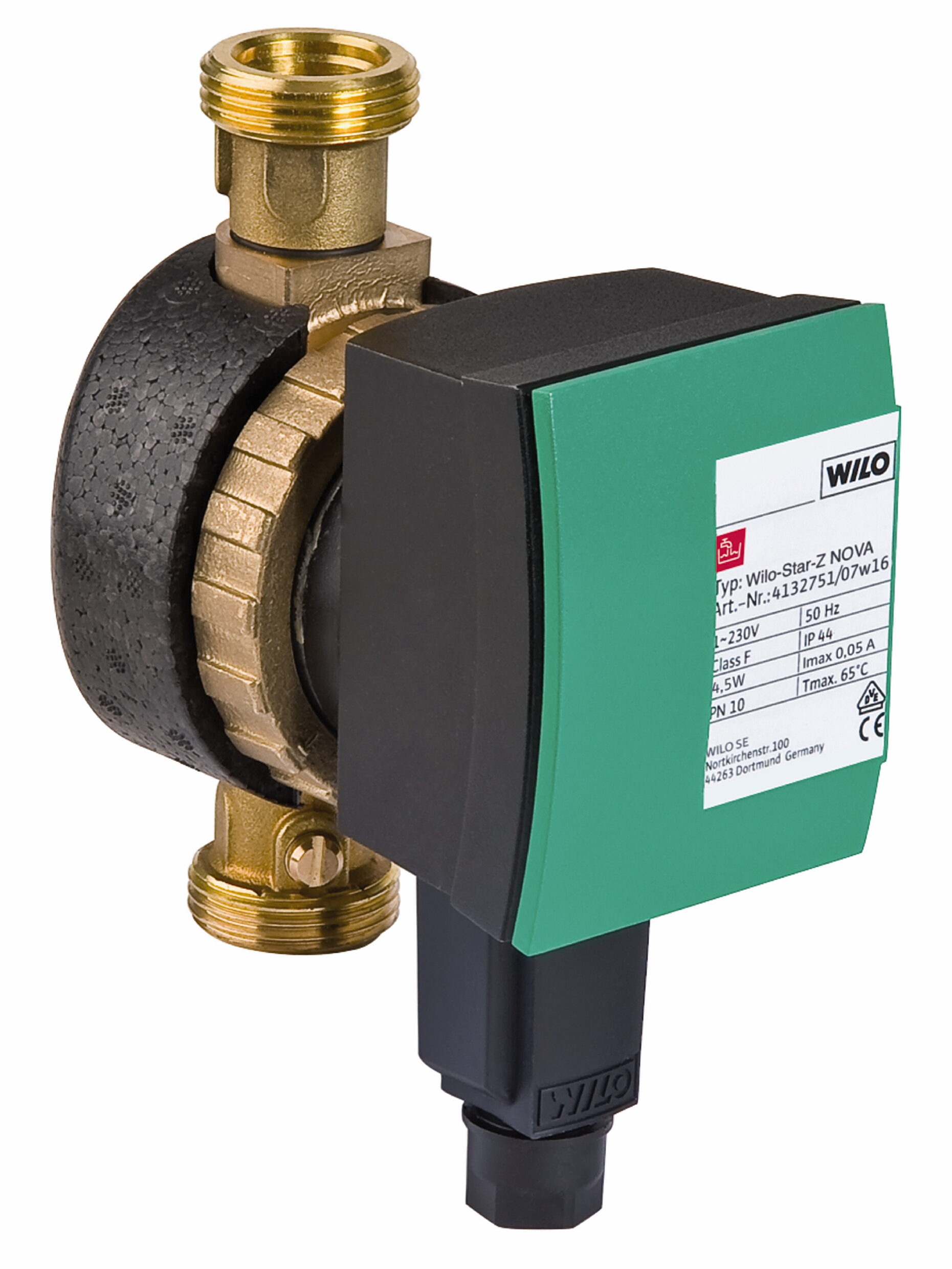
Moderne Zirkulationspumpe mit Absperrung

Die Warmwasserzirkulation dient allgemein dem Transport von Wärmeenergie, etwa in Gebäude-Heizungsanlagen.
Fachsprachlich wird mit dem Begriff speziell die Zirkulation von erwärmtem Trinkwasser in der Wasserinstallation von Gebäuden bezeichnet.

## Zirkulation von erwärmtem Trinkwasser
Die Zirkulation in der Warmwasserleitung der Trinkwasserinstallation dient zwei Zwecken:
- Durch die Zirkulation kühlt das Wasser in der Haupt- oder Stichleitung nicht ab. Das warme Wasser steht so bei der Wasserentnahme an der Verbrauchsstelle (Zapfstelle) schneller zur Verfügung.
- Durch die Zirkulation wird das in der Leitung enthaltene Wasser auf einer Temperatur gehalten, die das Wachstum von unerwünschten Mikroorganismen begrenzt.

Gelegentlich wird angeführt, dass die Zirkulation zu einer Kostenersparnis führt, da weniger kaltes Wasser ungenutzt abfließt, während der Nutzer auf das Eintreffen des warmen Wassers an der Zapfstelle wartet. Die Kosten zum Ausgleich des Wärmeverlusts des zirkulierenden Wassers zusammen mit dem Energieverbrauch der Zirkulationspumpe liegen jedoch in der Regel deutlich über den möglichen Kosteneinsparungen.
Die Rohrleitungsverluste können durch eine intelligente Zirkulationssteuerung und die Dämmung der Rohrleitungen begrenzt werden.
In Gebäuden mit weniger als etwa 8 Nutzungseinheiten ist es bei optimierter Planung des Leitungssystems oft möglich, die Längen und Durchmesser der Warmwasserleitungen so gering zu halten, dass sich in den Leitungen zwischen dem Warmwasserbereiter und der entferntesten Zapfstellen weniger als 3 Liter Wasser befinden. In diesem Fall kann auf die Installation von Zirkulationsleitungen verzichtet werden. Ebenfalls verzichtet werden kann auf Zirkulationsleitungen bei Ein- und Zweifamilienhäusern, da sie nicht als "Großanlagen zur Trinkwassererwärmung" zählen (siehe § 3 Nr. 12 TrinkwV).
Bei fehlerhaftem hydraulischem Abgleich des Systems, falscher Auslegung der Pumpe oder Rohrleitungen oder mangelhafter Isolierung kann die Temperatur in der Zirkulationsleitung auf unter 55 Grad Celsius fallen. In diesem Temperaturbereich besteht die Gefahr der Koloniebildung von Legionellen.

### Ausführungsarten
Trinkwasseranlagen mit Warmwasserzirkulation benötigen neben der Kalt- und der Warmwasserleitung eine zusätzliche Zirkulationsleitung, durch die das zirkulierende Warmwasser zum Warmwasserspeicher zurückströmt.
Um bei der Installation Platz zu sparen und die Wärmeverluste der Rohrleitungen zu reduzieren, werden auch Rohr-in-Rohr-Systeme angeboten, bei denen die Zirkulationsleitung innerhalb der Warmwasserleitung verläuft.
Die Zirkulationspumpe wird in der Regel am Ende der Zirkulationsleitung eingebaut, da sich das warme Wasser dort bereits etwas abgekühlt hat, was die Lebensdauer der Pumpe erhöht und die Wärmeverluste reduziert.
In der Regel wird die Zirkulationsleitung nur bis zum oberen Ende der Steigleitungen geführt und nicht (mehr) bis zu jeder einzelnen Entnahmestelle, da es sich gezeigt hat, dass hierbei oft der Wärmeübergang zur Kaltwasserleitung so groß war, dass sich diese auf eine Temperatur von über 25° erwärmte, wodurch es hier zum Legionellenwachstum kam.
Stichleitungen, die nicht ans Zirkulationssystem angeschlossen sind, dürfen jedoch jeweils höchstens 3 l Wasserinhalt haben. Bei wenig genutzten Warmwasser-Stichleitungen empfiehlt es sich sogar, auf eine Wärmedämmung zu verzichten, damit sich die Rohrleitung nach Benutzung schneller auf eine Temperatur unterhalb der kritischen 25° abkühlt.

### Richtlinien in Deutschland
Die Trinkwasserverordnung und das DVGW-Arbeitsblätter W551 und W553 sehen verschiedene Wege vor, das Legionellenwachstum zu verhindern. Demnach müssen Großanlagen, mit mehr als 3 Litern Wasservolumen zwischen Trinkwassererwärmer und mindestens einer Entnahmestelle, mit Zirkulationsleitung und Zirkulationspumpe (oder alternativ einer Rohr-Begleitheizung) ausgestattet werden. Ein- und Zweifamilienhäuser zählen nicht als "Großanlage zur Trinkwassererwärmung".

### Energieverluste
Beim Einsatz einer Warmwasserzirkulation müssen Warmwasser- und Zirkulationsleitung sorgfältig mit einem Dämmstoff umhüllt werden. Die Wärmeverluste einer solchen Anlage können ansonsten erheblich sein.
Nur während der Heizperiode und nur wenn Warmwasser- und Zirkulationsleitung innerhalb von beheizten Nutzungseinheiten verlaufen, bewirkt die Zirkulation keine erhöhten Energieverluste, da die abgegebene Wärme die Beheizung der Aufenthaltsräume unterstützt.

### Steuerung
Um die Energieverluste zu reduzieren, werden verschiedene Steuerungsmechanismen vorgeschlagen, welche die Laufzeit der Pumpe reduzieren. Diese Systeme werden üblicherweise nur in Privathaushalten eingesetzt, da sie in der Regel nicht zu einer Begrenzung des Legionellenwachstums beitragen.
Sehr einfach ist der Einsatz einer Zeitschaltuhr, welche die Zirkulationspumpe lediglich zu den Zeiten einschaltet, zu denen eine Warmwasserentnahme erwartet wird. In der Regel kann die Pumpe so während der Nachtstunden abgeschaltet bleiben. In Wohngebäuden kann die Pumpe an Wochentagen oftmals während der üblichen Arbeitszeiten abgeschaltet werden.
Wenn die Pumpe nur dann anläuft, wenn ein Strömungssensor die Entnahme von Warmwasser detektiert, beschleunigt das System lediglich die Ankunft der erwärmten Wassers an der Zapfstelle.
Wird die Pumpe dann wieder abgeschaltet, treten so gut wie keine zusätzlichen Energieverluste auf.
Streng genommen handelt es sich dabei jedoch nicht um eine wirkliche Warmwasserzirkulation.
Angeboten werden auch intelligente Steuerungen, die über einen Strömungssensor registrieren, zu welchen Zeiten im Gebäude üblicherweise warmes Wasser entnommen wird und nach einer Lernphase die Pumpe nur noch dann einschalten, wenn innerhalb der nächsten 15 Minuten eine Warmwasserentnahme zu erwarten ist.

### Zirkulationspumpe
Eine Zirkulationspumpe wird in der Zirkulationsleitung von zentralen Trinkwasser-Erwärmungsanlagen eingesetzt, um "über ein verzweigtes Rohrnetz beliebig viele, auch weiter auseinander liegende Verbraucher mit Warmwasser zu versorgen".
Verwendet werden überwiegend elektrisch angetriebene Umwälzpumpen für die spezielle Anwendung in Trinkwasser-Installationen geeignet sind. Die mit dem (erwärmten) Trinkwasser in Kontakt kommenden Pumpenteile müssen dabei aus geeigneten Materialien wie Messing, Edelstahl, Keramik und/oder ausgewählten Kunststoffen bestehen.
Neben den klassischen Zirkulationspumpen mit Spaltrohrmotor oder Permanentmagnet-Motor gibt es moderne, elektronisch geregelte Varianten mit EC-Motoren (Hocheffizienzpumpe).